# Langemose
Langemose ist ein Moor nahe der dänischen Hafenstadt Assens auf Fünen,  zwischen Bukkerup und Søllested.
In den Jahren 1943 und 1944 wurden dort beim Torfstechen an über 55 Stellen in einem 60 × 25 m großen Gebiet Tongefäße gefunden, manchmal vergesellschaftet mit Tierknochen.
In 14 Fällen wurden neben den Gefäßen sämtliche Extremitätenknochen eines Rindes gefunden. Die Knochen waren teilweise mit Stricken zu Bündeln geschnürt, die wiederum, zum Teil an die Henkel der Gefäße, zum Teil an Holzpflöcke gebunden waren. Nur ein Knochen stammte von einem Schwein, sehr wenige von Pferden. Die Gefäße konnten der älteren römischen Kaiserzeit zugeordnet werden. Das Fleisch muss vor der Deponierung von den Knochen abgelöst worden sein.
Die Knochen waren nicht vergraben oder bedeckt worden. Gleichwohl waren die Funde ungestört. 